# Пахита
«Пахи́та» (исп. Paquita) — романтический балет в 2 актах и 3 действиях, поставленный Жозефом Мазилье на музыку Эдуара Дельдевеза, по либретто Поля Фуше. Литературной основой является новелла Сервантеса «Цыганочка». Позже балет был поставлен Мариусом Петипа и дополнен музыкой Людвига Минкуса.

## История балета
Тема цыган становится популярной в балете в конце 1830-х и в 1840-х годах, о чём свидетельствует целый ряд постановок: «Гитана» (фр. La Gitana, 1838), поставленная в Санкт-Петербурге Филиппо Тальони для своей дочери — балерины Марии Тальони, более ранний балет самого Жозефа Мазилье — «Цыган» (фр. La Gipsy, 1839) для Фанни Эльслер и наиболее известная — «Эсмеральда» (1844), поставленная хореографом Жюлем Перро на музыку Цезаря Пуни в Лондоне.
Мировая премьера «Пахиты» состоялась 1 апреля 1846 года в Парижской Опере с Карлоттой Гризи в заглавной партии.
24 сентября 1847 года состоялась российская премьера в постановке Мариуса Петипа и Пьера Фредерика Малавернь на сцене Большого каменного театра Санкт-Петербургского императорского балета, став первой постановкой Петипа в России.
Спектакль был возобновлён Мариусом Петипа в 1881 году в Мариинском театре с добавлением номеров, сочинённых Людвигом Минкусом: па-де-труа в первом акте, большое классическое па и мазурка во втором акте — танцы на свадьбе главных персонажей. Большое классическое па стало впоследствии наиболее популярным номером из балета, продолжало ставиться отдельно даже после выхода балета из репертуара и считается одним из важнейших образцов классического балета.
В 2001 году по предложению Брижит Лефевр, директора балета Парижской Оперы, хореограф Пьер Лакотт снова возродил полнометражный балет. Премьера этой постановки состоялась в 2007 году. Она восстанавливает оригинальную последовательность мизансцен и пантомим, созданную Мазилье, и включает дополнения Петипа 1881 года, а несохранившаяся хореография создана с нуля в соответствующем стиле.

## Содержание
Место действия — Испания в эпоху Наполеона. Главная героиня — юная цыганка-сирота Пахита (уменьшительное от имени Франциска). Она имеет благородное происхождение, но не знает об этом, поскольку была похищена совсем ребёнком. Она привлекает внимание молодого наполеоновского офицера Люсьена д’Эрвильи. Когда молодой человек попадает в опасность — на его жизнь покушается вождь цыган Иниго, подговорённый испанским губернатором и не желающий терять подопечную, будучи сам в неё влюблён, — девушка спасает своего воздыхателя. Спасаясь от погони, Пахита и Люсьен попадают на бал к генералу д’Эрвильи, где разоблачают губернатора и обнаруживают благодаря медальону Пахиты, что она дочь погибшего брата генерала. Молодые влюблённые оказываются кузенами, что делает возможным брак между ними.

## Основные постановки
1 апреля 1846 — мировая премьера в Парижской Опере. Балетмейстер Жозеф Мазилье, сценографы — Р. Филастр, Ш. Камбон, П. Льетерль, Т. Ж. Сешан, Э. Деплешен. Исполнители: Пахита — К. Гризи, Люсьен — Л. Петипа, Иниго — Пирсон.

### В России
26 сентября 1847. Постановка в 3 актах (инструментовка и новый галоп К. Н. Лядова) в Большом театре в Петербурге. Балетмейстеры М. И. Петипа, Пьер Фредерик Малавернь, сценографы — Г. Г. Вагнер и Журдель, дирижёр К. Н. Лядов. Исполнители: Пахита — Е. И. Андреянова (позже партия исполнялась также К. Гризи, Р. Гиро, А. И. Прихуновой), Люсьен — М. И. Петипа, Иниго — Пьер Фредерик Малавернь, граф д’Эрвильи — Н.О. Гольц.
23 ноября 1848. Постановка в Большом театре в Москве. Балетмейстер М. И. Петипа. Сценографы И. Браун, Ф. Ф. Серков, Ф. И. Шеньян, дирижёр Д. П. Карасёв. Исполнители: Пахита — Андреянова (позже партия исполнялась также И. Матиас, Е. А. Санковской, П. П. Лебедевой).
5 октября 1866. Там же, возобновлён в 2 актах. Балетмейстер Пьер Фредерик Малавернь, дирижёр П. И. Лузин. Партию Пахиты исполнила А. Горохова.
27 декабря 1881. Постановка в Мариинском театре (добавлены танцы на музыку Л. Ф. Минкуса). Балетмейстер М. И. Петипа, сценографы Г. Г. Вагнер, Ф. Е. Егоров, А. Р. Лупанов (декорации), Шарлемань (костюмы), дирижёр Л. Ф. Минкус. Исполнители: Пахита — Е. О. Вазем (позже партия исполнялась также М. Н. Горшенковой, В. Цукки, П. Поллини, М. Ф. Кшесинской, О. И. Преображенской, А. П. Павловой, Ю. Н. Седовой, Т. П. Карсавиной, Л. Н. Егоровой, Е. А. Смирновой, О. А. Спесивцевой), Люсьен — П. А. Гердт (позже партия исполнялась С. Г. Легатом, М. М. Фокиным), Иниго — Ф. И. Кшесинский (позже исполнялась И. Ф. Кшесинским).
29 января 1889. Постановка в Большом театре в Москве (перенос петербургской постановки). Балетмейстер А. Н. Богданов, декорации сборные, дирижёр С. Я. Рябов. Исполнители: Пахита — Горшенкова, Люсьен — Н. Ф. Манохин.
30 марта 2017. Премьера совершенно новой версии балета «Пахита» в Мариинском театре в постановке Смекалова Юрия, реконструкция 3 акта (Grand pas в хореографии Мариуса Петипа) Юрия Бурлака. Партии исполнили: Пахита — Виктория Терёшкина (далее Екатерина Кондаурова, Анастасия Колегова, Рената Шакирова, Мария Хорева, Мария Ильюшкина); Андрес — Тимур Аскеров (далее Андрей Ермаков, Ксандер Париш, Кимин Ким, Евгений Коновалов, Эван Капитен); Кристина — Елена Евсеева (далее Надежда Батоева, Екатерина Чебыкина, Александра Хитеева, Мария Ширинкина, Елена Свинко); Кардуча — Рената Шакирова (далее Софья Иванова-Скобликова, Татьяна Ткаченко, Анастасия Нуйкина, Анастасия Яроменко, Евгения Савкина, Мария Буланова); Клементе — Алексей Тимофеев (далее Иван Оскорбин, Борис Журилов, Роман Малышев, Ярослав Байбордин, Раманбек Бейшеналиев); подруги Пахиты (исполнительницы вставных варицаций в Grand pas) — Надежда Гончар, Екатерина Иванникова, Анастасия Лукина, Злата Ялинич (далее Валерия Мартынюк, Анастасия Петушкова, Яна Селина, Шамала Гусейнова, Мария Ильюшкина, Виктория Краснокутская, Анастасия Никитина, Мария Чернявская, Камилла Мацци, Валерия Кузнецова, Дарья Ионова, Анастасия Нуйкина, Валерия Беспалова, Анастасия Плотникова, Есения Анушенкова, Дарья Куликова)

Впоследствии под названием «Пахита» неоднократно возобновлялось гран па на музыку Минкуса (а также с добавлением отдельных номеров на музыку Цезаря Пуни, Рикардо Дриго и других композиторов) из третьего действия в качестве самостоятельного произведения. Например, «Большое классическое па из балета „Пахита“» 30 ноября 2022 года в Большом театре.